# Shigeru Kasahara
Shigeru Kasahara (Niigata, Japón, 11 de junio de 1933) es un deportista japonés retirado especialista en lucha libre olímpica donde llegó a ser subcampeón olímpico en Melbourne 1956.

## Carrera deportiva
En los Juegos Olímpicos de 1956 celebrados en Melbourne ganó la medalla de plata en lucha libre olímpica estilo peso ligero, tras el iraní Emam-Ali Habibi (oro) y por delante del soviético Alimbeg Bestayev (bronce).